# Shelia Burrell
Shelia Burrell (* 15. Januar 1972 in Albuquerque) ist eine ehemalige US-amerikanische Siebenkämpferin.
Von 1995, als sie mit 5737 Punkten noch Achte der US-amerikanischen Meisterschaften war, bis 1998 kämpfte sie sich in die Weltspitze. Bei den US-amerikanischen Meisterschaften 1998 wurde sie Zweite mit einer Punktzahl von 6294 Punkten. 1999 wurde sie erstmals US-amerikanische Meisterin und startete bei den Leichtathletik-Weltmeisterschaften 1999 in Sevilla. Hier wurde sie Elfte mit 6162 Punkten.
Bei den Olympischen Spielen 2000 in Sydney verletzte sie sich bereits beim Hochsprung und blieb in diesem ohne Punkte. Sie beendete trotzdem den gesamten Wettkampf, kam jedoch nur auf den 26. Platz mit 5345 Punkten. Ein Jahr später erreichte sie den größten Erfolg ihrer Karriere. Mit ihrer persönlichen Bestleistung von 6472 Punkten gewann sie bei den Leichtathletik-Weltmeisterschaften 2001 in Edmonton die Bronzemedaille.
2002 und 2003 wurde sie zweimal hintereinander US-amerikanische Meisterin im Siebenkampf, konnte jedoch verletzungsbedingt nicht an den Weltmeisterschaften 2003 in Paris/Saint-Denis teilnehmen. Nachdem sie im Jahr darauf die US-Olympia-Trials gewonnen hatte, fuhr sie nach Athen, wo sie bei den Olympischen Spielen 2004 mit 6194 Punkten auf dem vierten Platz landete.
Shelia Burrell hat bei einer Größe von 1,73 m ein Wettkampfgewicht von 66 kg.